# Comuna de Ryjewo
Ryjewo (polaco: Gmina Ryjewo) é uma gminy (comuna) na Polónia, na voivodia de Pomerânia e no condado de Kwidzyński. A sede do condado é a cidade de Ryjewo.
De acordo com os censos de 2004, a comuna tem 5755 habitantes, com uma densidade 55,7 hab/km².

## Área
Estende-se por uma área de 103,28 km², incluindo:
- área agricola: 63%
- área florestal: 26%

## Demografia
Dados de 30 de Junho 2004:
|                      | Total   | Total | Mulheres | Mulheres | Homens  | Homens |
| -------------------- | ------- | ----- | -------- | -------- | ------- | ------ |
|                      | pessoas | %     | pessoas  | %        | pessoas | %      |
| População            | 5755    | 100   | 2751     | 47,8     | 3004    | 52,2   |
| Densidade (pop./km²) | 55,7    | 100   | 26,6     | 26,6     | 29,1    | 29,1   |

De acordo com dados de 2002, o rendimento médio per capita ascendia a 1458,7 zł.

## Comunas vizinhas
- Gniew, Kwidzyn, Mikołajki Pomorskie, Prabuty, Sztum